# Nicolò Contarini
Pour les articles homonymes, voir Contarini.
Nicolò Contarini (né à Venise le 26 septembre 1553, mort dans la même ville le 2 avril 1631) est le 97e doge de Venise, il est élu le 18 janvier 1630.
Considéré universellement comme quelqu'un de droit et de juste, Nicolò Contarini devient doge alors qu'il est âgé et sa mort l'empêche d'influer sur la gestion de l'état. Sous son dogat, il doit affronter la peste qui tue un tiers de la population vénitienne en 1630.

## Biographe
Nicolò Contarini est le fils de Giangabriele et de Giovanna Morosini. C'est un homme riche et d'une très grande culture, il se distingue rapidement par son savoir en philosophie et pour sa capacité à gérer avec une grande habileté l'administration publique. Il écrit de petites œuvres en latin et se fait remarquer pour sa finesse d'esprit et son éloquence.
Politiquement il est proche de Leonardo Donato et rapidement il se place parmi les anti-papaux sans jamais tomber dans les excès.
Pendant les affrontements qui se sont produits sous le dogat de son prédécesseur, il ne se montre jamais extrémiste ce qui sera déterminant pour se faire bien voir par les partis adverses.

### Le dogat
Après la mort de Giovanni I Cornaro, lors du conclave, il y a  de nombreux échanges verbaux et tous les candidats sont écartés car considérés comme trop proches d'un camp ou d'un autre. Seul Contarini émerge comme un homme de compromis et il est élu le 18 janvier 1630. On dit qu'apprenant la nouvelle, il ne s'émeut pas et poursuit ses travaux acceptant seulement par la suite les félicitations. Son dogat bien que bref sera très amer.
Immédiatement le dogat débute par une défaite militaire, à Valeggio sul Mincio[réf. nécessaire], en mai 1630 et avec une paix sans de vraies satisfactions (Ratisbonne, octobre 1630).
En juin 1630, la peste apparaît et le gouvernement agit rapidement mettant en quarantaine les malades et en brûlant les cadavres mais l'inutilité de ces mesures apparaît rapidement et la maladie se propage avec virulence tuant des milliers de personnes.
En octobre le doge promet la construction d'une église en l'honneur de la Madonna si la peste s'arrête mais c'est seulement en mars que l'épidémie commence à diminuer, on décide alors de commencer la construction de la basilique Santa Maria della Salute.
Le doge, faible et vieux est contraint à l'alitement et il meurt le 2 avril 1631 sans même voir la pose de la première pierre sans qu'il en soit la cause ayant réorganisé la « machine » administrative.

## Sources
- (it) Cet article est partiellement ou en totalité issu de l’article de Wikipédia en italien intitulé « Nicolò Contarini » (voir la liste des auteurs).